# Amitav Acharya

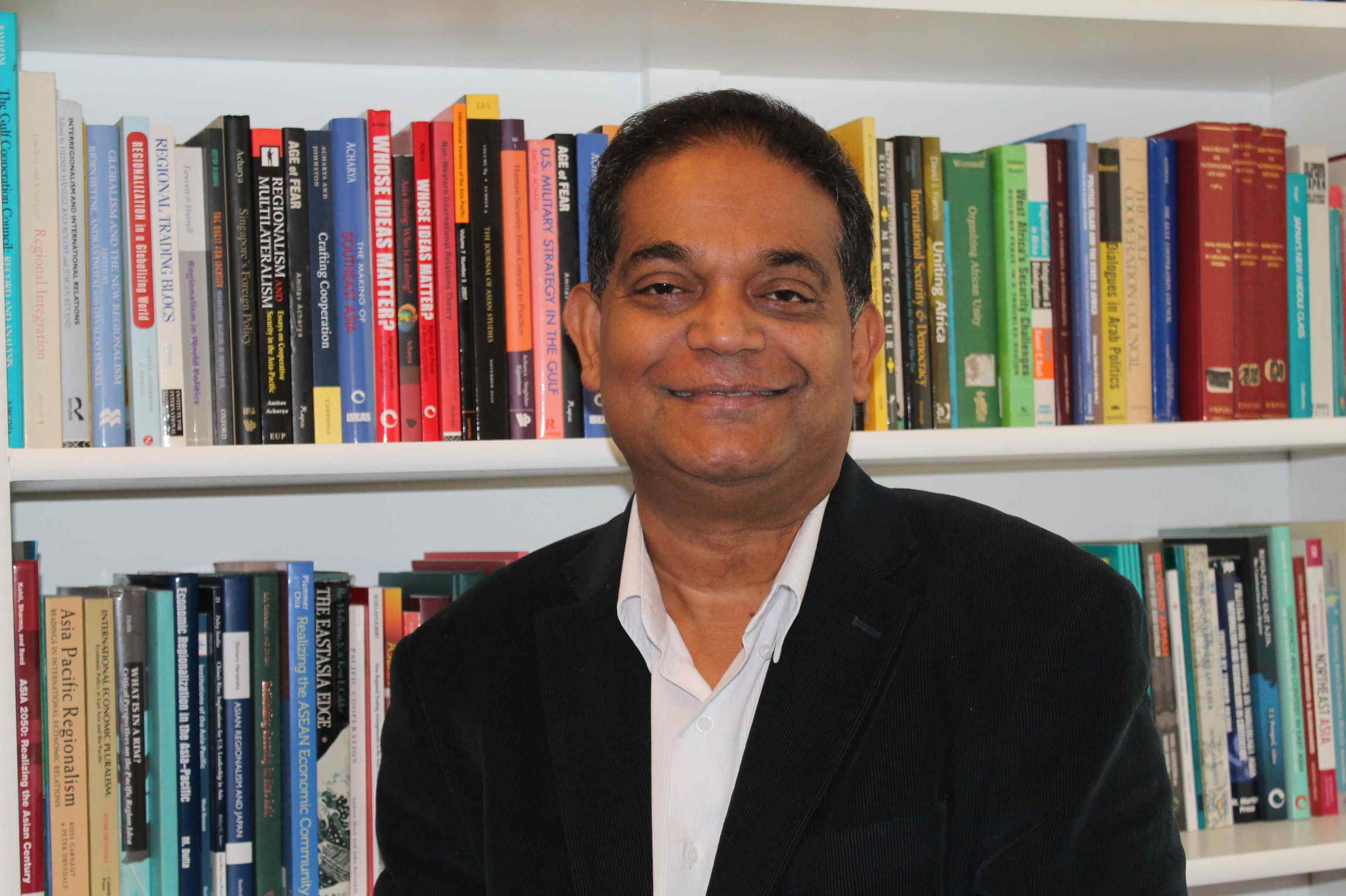
Amitav Acharya (2013)

Amitav Acharya (* 26. Juni 1962 in Jagatsinghapur) ist ein indischer Politikwissenschaftler, der an der American University forscht und lehrt. Sein Fachgebiet sind die Internationalen Beziehungen. 2014/15 amtierte er als Präsident der International Studies Association (ISA) und war der erste nichtwestliche Wissenschaftler in dieser Funktion.
Bevor er an die American University kam, war er Professor an der York University in Toronto und der University of Bristol in Großbritannien. Er war Gastprofessor an verschiedenen Hochschulen, unter anderem auch Inhaber der ersten Nelson-Mandela-Gastprofessur für internationale Beziehungen an der Rhodes University. Derzeit lehrt Amitav Acharya an Universitäten in Taipeh und Washington Internationale Beziehungen.

## Schriften (Auswahl)
- The end of American world order. Polity, Cambridge/Medford 2018, ISBN 978-1-5095-1707-7.
- The making of Southeast Asia. International relations of a region. Cornell University Press, Ithaca 2013, ISBN 978-0-8014-7736-2.
- Herausgeber gemeinsam mit Barry Buzan: Non-Western International Relations Theory. Perspectives On and Beyond Asia, Routledge, London 2010, ISBN 978-0-415-47474-0.
- Whose ideas matter? Agency and power in Asian regionalism. Cornell University Press, Ithaca 2009, ISBN 978-0-8014-4751-8.
- Singapore's foreign policy. The search for regional order. Institute of Policy Studies/World Scientific, Hackensack 2008. ISBN 978-981-270-859-5.
- The Once and Future World Order: Why Global Civilization Will Survive the Decline of the West. Basic Books, New York 2025, ISBN 978-1-3998-1174-3.